# Бехмеи (шахрестан)
Бехмеи́ или Бахмаи́ (перс. شهرستان بهمئی‎) — одна из 5 областей (шахрестанов) иранской провинции Кохгилуйе и Бойерахмед. Административный центр — город Ликак.
Население области на 2006 год составляло 35 067 человек.

## Населённые пункты
| Русское название | Оригинальное название (фарси) | Население, чел. (2006) |
| ---------------- | ----------------------------- | ---------------------- |
| Ликак            | ليكك                          | 12 226                 |
| Кале-Момби       | قلعه ممبي                     | 849                    |